# Turchese (sommergibile)
Il Turchese è stato un sommergibile della Regia Marina.

## Storia
Una volta in servizio entrò a far parte della XXXIV Squadriglia Sommergibili, basata a Messina.
Dal settembre 1936 all'ottobre 1938 svolse varie crociere addestrative sia nelle acque del Dodecaneso che in quelle italiane.
Distaccato poi (ottobre 1938) presso la Flottiglia Scuola Comando, nei mesi autunnali del 1939 fu stanziato a Cagliari e lì – inquadrato nella 72ª Squadriglia del VII Gruppo Sommergibili – si trovava all'ingresso dell'Italia nel secondo conflitto mondiale.
Il 17 giugno 1940 partì per la sua prima missione bellica (al comando del tenente di vascello Gustavo Miniero) nei pressi di Capo Creus, rientrando due giorni dopo senza aver avuto avvistamenti.
Il 12 luglio, mentre faceva ritorno a Cagliari dopo un'altra missione (ne era ancora comandante Gustavo Miniero, divenuto frattanto capitano di corvetta) individuò una nave nemica impegnata a posare mine e l'attaccò con il lancio di tre siluri: una delle armi mancò il bersaglio (che si allontanò poi a tutta velocità) e le altre due passarono sotto la carena senza scoppiare.
Operò poi a settentrione del litorale del Nordafrica e nel Canale di Sicilia, con svariate missioni offensive, tutte prive di risultati.
Nel settembre 1941, in occasione dell'operazione britannica «Halberd» (consistente nel rifornimento di Malta, ma che i vertici italiani ritennero possibilmente volta ad bombardamento navale contro le coste italiane) fu dislocato in agguato difensivo a sud/sudovest di Ibiza, insieme ai sommergibili Adua e Dandolo.
Il 7 settembre 1943, nell'ambito del Piano «Zeta» di contrasto al previsto sbarco anglo-americano nell'Italia meridionale, fu disposto in agguato (unitamente ad altri dieci sommergibili) nel Basso Tirreno, in un'area compresa tra il Golfo di Gaeta ed il Golfo di Paola.
Il giorno seguente, in seguito alla proclamazione dell'armistizio, diresse per Bona ove si sarebbe consegnato agli Alleati. Alle 21.27 dell'11 settembre, tuttavia, fu attaccato da un velivolo tedesco e colpito, subendo danni tali da dover essere preso a rimorchio da un'unità inglese, al traino della quale arrivò nel porto algerino a mezzanotte e due minuti del 13 settembre.
Effettuate le riparazioni, lascià Bona intorno alle cinque del pomeriggio del 27 settembre, ma, percorso un breve tratto, i motori smisero di funzionare ed il sommergibile dovette nuovamente essere presto a rimorchio, ritornando in questo stato a Bona alle 7.30 del giorno seguente. Tra il 1° ed il 2 ottobre fu trainato a Biserta e da lì fu rimorchiato a Malta, ove giunse alle 10.30 del 6 ottobre prendendo ormeggio a Marsa Scirocco.
Il 27 novembre il Turchese fu l'ultimo sommergibile a lasciare Malta per rientrare in Italia, ancora una volta non con i propri mezzi, ma rimorchiato dalla corvetta Chimera; giunse ad Augusta, e da lì fu trasferito a rimorchio a Taranto, ed in ultimo a Brindisi.
Non tornò mai più in servizio: trascorse il resto del conflitto a Brindisi in condizioni quasi di disarmo, per poi venire radiato il 1º febbraio 1948 e quindi avviato alla demolizione.
Aveva svolto in tutto 58 missioni (32 offensive e 26 di trasferimento), per totali 33.153 miglia di navigazione (27.904 in superficie e 5255 in immersione).